# فرودگاه لابرا
فرودگاه لابرا  (به انگلیسی: Lábrea Airport) (به زبان بومی: Aeroporto de Lábrea) یک فرودگاه همگانی مسافربری با کد یاتا LBR است که یک باند فرود آسفالت دارد و طول باند آن ۱۲۱۴ متر است. این فرودگاه در کشور برزیل قرار دارد و در ارتفاع ۵۸ متری از سطح دریا واقع شده است.

## شرکت‌های هواپیمایی و مقصدهای پروازی
| شرکت‌های هواپیمایی | مقصدهای پروازی           |
| ----------------- | ------------------------ |
| MAP Linhas Aéreas | ادواردو گومز             |
| Rimaa             | ادواردو گومز، پورتو وییو |

a.^  Air taxi company operating regular charter flights.